# Capsicum leptopodum
Capsicum leptopodum là loài thực vật có hoa trong họ Cà. Loài này được (Dunal) Kuntze mô tả khoa học đầu tiên năm 1891.